# Paweł Smolikowski
Paweł Klemens Smolikowski herbu Prus; (ur. 4 lutego 1849 w Twerze, w Rosji, zm. 11 września 1926 w Krakowie) – polski ksiądz, misjonarz, historyk, filozof, pisarz, ascetyk, doktor teologii, generał zakonu Zgromadzenia Zmartwychwstańców, rektor Papieskiego Kolegium Polskiego w Rzymie, archimandryta bułgarski oraz Czcigodny Sługa Boży Kościoła katolickiego. 

## Życiorys
Paweł Smolikowski był synem Seweryna Karola herbu Prus i Melanii z domu Komajewskiej herbu Trąby. Ojciec jego był magistrem nauk matematycznych, który to tytuł uzyskał na Uniwersytecie Warszawskim, następnie w Petersburgu został inżynierem, a potem został wcielony do Armii Rosyjskiej do Korpusu Inżynierów. Podczas Powstania listopadowego zasłużył się przy obronie fortecy Modlin, za co spędził 30 lat na zesłaniu w Rosji. Dosłużył się stopnia pułkownika, po czym w stanie spoczynku został generałem. Jego matka natomiast była córką generała żandarmerii i baronówny z domu Stahel. Dwie jej siostry, a jego ciotki wybrały również drogę życia konsekrowanego, służąc Bogu w lwowskim klasztorze Sióstr Sacré-Cœur.
Został ochrzczony 13 marca 1849 w rzymskokatolickim kościele drugiej prefektury wojskowej w Twerze jako Paweł, Klemens. Wychowany został w surowych warunkach wojskowej dyscypliny. Początkowo kształcił się w domu, mając zamiłowanie do języków obcych (opanował język: rosyjski, niemiecki, angielski, francuski, a następnie później w gimnazjum warszawskim również i łacinę). Po przeprowadzce rodziny do Warszawy rozpoczął regularną naukę szkolną. W lecie 1866 ukończył VII klasę gimnazjum, po czym idąc za głosem powołania 15 września tegoż roku wstąpił do Seminarium Duchownego w Warszawie. Po pierwszym roku, odbywszy rekolekcje pod okiem ks. Zygmunta Goliana, 10 lipca 1867 został skierowany na studia do Rzymu, gdzie zamieszkał w Kolegium Polskim przy ul. Via Salara Vecchia 50. Tutaj podjął decyzję o wyborze drogi zakonnej wstępując do Zgromadzenia Zmartwychwstańców. Mistrzem nowicjatu był wówczas generał zakonu o. Hieronim Kajsiewicz CR. Dyplom Bakalaureatu z teologii otrzymał 10 listopada 1871, a 5 marca 1873 na ręce o. Piotra Semenenki CR złożył śluby wieczyste. Następnie, 13 kwietnia 1873 w Święto Zmartwychwstania otrzymał święcenia subdiakonatu, a w drugi dzień Świąt święcenia diakonatu (14 kwietnia), po czym następnego dnia (15 kwietnia) święcenia prezbiteratu w Kolegium Greckim w Rzymie, w obrządku greckokatolickim.
Po święceniach kapłańskich został przydzielony do nowicjatu przy sanktuarium maryjnym Zgromadzenia w Mentorelli, będąc asystentem mistrza nowicjatu o. Juliana Felińskiego CR. 6 sierpnia 1873 uzyskał stopień doktora nauk teologicznych. Po otrzymaniu 19 sierpnia 1874 przez papieża Piusa IX na audiencji prywatnej apostolskiego błogosławieństwa udał się następnie na misje do Bułgarii, do Adrianopola. Tutaj podjął pracę nauczyciela języków: łacińskiego, niemieckiego i staro-cerkiewno-słowiańskiego w miejscowej szkole, będąc jednocześnie duszpasterzem młodzieży. Wprowadził on wspólne nawiedzenie Najświętszego Sakramentu w kaplicy z odśpiewaniem po słowiańsku Psalmu 127 (Ps 127, 1). Ponadto w 1876 przetłumaczył na język słowiański Litanię do Najświętszego Serca Pana Jezusa, którą wspólnie śpiewano w czerwcu. Wprowadził w internacie dla młodzieży wychowanie według tzw. „metody obecności”, opartej na bezpośrednim współdziałaniu i czynnej pomocy będąc bezpośrednio z nimi. W internacie powstało Bractwo Matki Bożej od Powołania, założone latem 1878 przez dwóch jego podopiecznych, którego celem było uformowanie kandydatów do życia konsekrowanego. Następnie w roku szkolnym 1880/1881 założył on w internacie Kółko Świętych Cyryla i Metodego, którego celem było przygotowanie chłopców w duchu chrześcijańskiej nauki społecznej.
Ojciec Paweł Smolikowski pracował również w Seminarium Duchownym w Adrianopolu, w którym wykładał filozofię oraz język grecki i łaciński, a następnie teologię, a potem prawo kanoniczne i liturgikę. Uczestniczył w obchodach (w lipcu 1881) rocznicy tysiąclecia nawrócenia na Unię z Rzymem Słowiańszczyzny południowej, które odbyły się w Rzymie. 15 kwietnia 1882 na skutek poważnej choroby spowodowanej nadmiarem pracy w Adrianopolu wyjechał do Rzymu, następnie do Mentorelli, po czym został skierowany do Lwowa do pracy z młodzieżą, gdzie został przełożonym internatu oraz domu zakonnego. W internacie prowadził podobne metody wychowawcze jakie stosował w Adrianopolu, a ponadto założył Bractwo Najświętszego Sakramentu i założył czasopismo „Zwanie” (pol. Powołanie), redagowane w języku ruskim o charakterze duszpasterskim. W 1887 brał udział w kapitule generalnej Zgromadzenia, po której został nominowany na przełożonego domu zakonnego w Krakowie i jednocześnie na mistrza nowicjatu. W 1891 został skierowany do Rzymu, gdzie objął funkcję mistrza nowicjatu. Pracując w Rzymie, korzystając z dostępnych archiwów wydał w 1892 I tom „Historii Zgromadzenia”. 22 października 1892 został rektorem Papieskiego Kolegium Polskiego w Rzymie. W 1893 otrzymał nominację na konsultora Kongregacji Soboru. Po śmierci 7 maja 1895 generała Zgromadzenia o. Waleriana Przewłockiego CR, został jednogłośnie wybrany przez kapitułę 16 czerwca tegoż roku jego następcą. 26 września 1896 został mianowany podczas wizytowania Adrianopola, Archimandrytą bułgarskim obrządku wschodniego.

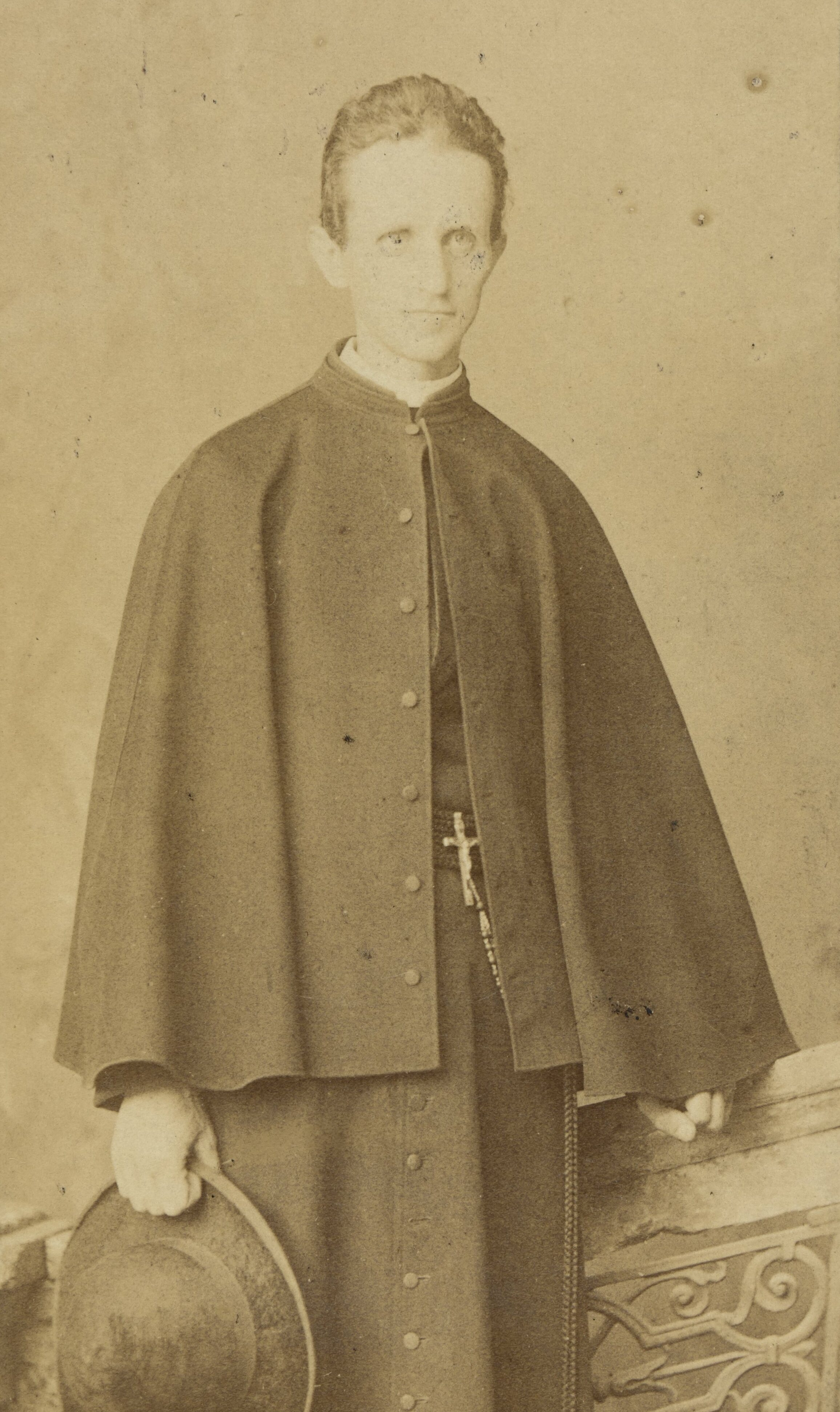
Paweł Smolikowski (po 1877)

Jego staraniem powstała w 1987 placówka Zmartwychwstańców w Wiedniu przy kościele Świętego Krzyża. 31 marca 1895 został powołany przez Sekretariat Stanu Stolicy Apostolskiej na konsultora Kongregacji Rozkrzewiania Wiary. 5 marca 1902 Stolica Apostolska zatwierdziła przedłożoną przez niego Konstytucję Zgromadzenia ostatecznie zatwierdzającą Zmartwychwstańców, a następnie wystosowanym do niego pismem z 28 grudnia 1905 Akademii Arkadyjskiej w Rzymie, został mianowany jej członkiem.
Wobec trudności powstałych po zatwierdzeniu Konstytucji zakonnych w 1905 podjął decyzję o ustąpieniu z funkcji przełożonego generalnego, powracając do pracy w Papieskim Kolegium Polskim, po czym 29 maja 1916 został kapelanem Sióstr Zmartwychwstanek w Kętach. Po czterech latach pracy ze zmartwychwstankami w Kętach powrócił do Rzymu do pracy w Papieskim Kolegium Polskim, a następnie 23 lipca 1921 został na własną prośbę zwolniony z funkcji rektora, zostając mistrzem nowicjatu w Krakowie, a potem w Radziwiłłowie pod Warszawą, prowadząc jednocześnie pracę rekolekcyjną w żeńskich zgromadzeniach zakonnych (m.in. zmartwychwstanek, niepokalanek czy nazaretanek). Był przyjacielem i spowiednikiem m.in. kard. Adama Stefana Sapiehy i abp Józefa Teodorowicza.
Był człowiekiem wielkiej pokory, o której tak się wyraził: 

Wiadomo nam w końcu, że bez pokory zbawić się nie można, że ona podstawą cnót wszelkich; że zresztą pokora to rzecz tak słuszna, tak odpowiednia naszemu stanowi, że nawet dobre wychowanie wymaga, aby się wyrażać o sobie pokornie.

Jako pierwszy w polskiej literaturze mistycznej omówił stopnie pośrednie zjednoczenia mistycznego, które przygotowują duszę do najwyższego miłosnego zjednoczenia z Bogiem (duchowe milczenie, upojenie miłosne, sen mistyczny, porywy miłosne i dotknięcie Boga).
Z upływem czasu zaczął zapadać na zdrowiu. Chorował często na zapalenie płuc. 9 września 1926 został porażony paraliżem prawej strony ciała, a następnie stracił możliwość mówienia. Zmarł 11 września około godziny 12:30 w obecności przybyłego abp Józefa Teodorowicza, który udzielił mu absolucji i błogosławieństwa relikwią Krzyża Świętego. Został uroczyście pochowany w obecności metropolity krakowskiego Adama Stefana Sapiehy, 15 września na Cmentarzu Rakowickim w mogile Zgromadzenia przy licznym udziale wiernych i duchowieństwa. 21 marca 1967 jego szczątki zostały ekshumowane i przeniesione do kruchty kościoła Zmartwychwstania Pańskiego w Krakowie przy ul. Łobzowskiej 10.

## Tablica przodków
| Tablica rodowodowa                                             |                                                                                               |                                                                                               |                                                                                               |                                                                                               |
| Pradziadkowie                                                  | Wawrzyniec Smolikowski h. Prus (?–?) Anna Górska (?–?)                                        | ?                                                                                             | ?                                                                                             | ?                                                                                             |
| Dziadkowie                                                     | Andrzej Smolikowski h. Prus (1764–27.03.1839) Karolina Rychter (?–6.08.1852)                  | Andrzej Smolikowski h. Prus (1764–27.03.1839) Karolina Rychter (?–6.08.1852)                  | Karol Komajewski h. Trąby (?–12.11.1862) Adela Stackel (?–?)                                  | Karol Komajewski h. Trąby (?–12.11.1862) Adela Stackel (?–?)                                  |
| Rodzice                                                        | Seweryn Karol Smolikowski h. Prus (1809–25.04.1897) Melania Komajewska h. Trąby (?–4.10.1906) | Seweryn Karol Smolikowski h. Prus (1809–25.04.1897) Melania Komajewska h. Trąby (?–4.10.1906) | Seweryn Karol Smolikowski h. Prus (1809–25.04.1897) Melania Komajewska h. Trąby (?–4.10.1906) | Seweryn Karol Smolikowski h. Prus (1809–25.04.1897) Melania Komajewska h. Trąby (?–4.10.1906) |
| o. Paweł Klemens Smolikowski CR h. Prus (4.02.1849–11.09.1926) |                                                                                               |                                                                                               |                                                                                               |                                                                                               |

## Publikacje
W swoich pracach mówił o moralnej nędzy ludzi i konieczności codziennego współdziałania z Chrystusem. Pozostawił wiele dzieł i artykułów:

- Paweł Smolikowski, Listy o Wschodzie do redaktora pisma „Dobry Pasterz”, Lwów: Nakł. autora: w Księgarni Seyfartha i Czajkowskiego, 1883. Brak numerów stron w książce
- Paweł Smolikowski, Wezwanie Ducha Świętego we mszach wschodnich, Poznań: Red. Przeglądu Kościelnego, 1883. Brak numerów stron w książce
- Paweł Smolikowski, Kilka słów o obrządkach, Lwów: Nakładem Redakcyi „Dobrego Pasterza”, 1884. Brak numerów stron w książce
- Paweł Smolikowski, Katechizm sporny, Poznań: Nakładem Księgarni Katolickiej, 1884 [zarchiwizowane z adresu 2022-08-07]. Brak numerów stron w książce
- Paweł Smolikowski, Wspomnienia missyonarza bułgarskiego z wojny rosyjsko-tureckiej 1877-1878 r, Kraków: Drukarnia „Czasu”, 1885. Brak numerów stron w książce
- Paweł Smolikowski, Stowarzyszenie Opieki nad Internatem Ruskim XX. Zmartwychwstańców we Lwowie, Lwów: Nakładem Stowarzyszenia Opieki, 1888. Brak numerów stron w książce
- Paweł Smolikowski, Stowarzyszenie Opieki nad Zakładem Wychowaczym XX. Zmartwychwstańców we Lwowie, Lwów: Nakładem Stowarzyszenia Opieki, 1889. Brak numerów stron w książce
- Paweł Smolikowski, Miesiąc Maryi, Kraków: W druk. „Czasu” Fr. Kluczyckiego i Sp., 1892. Brak numerów stron w książce
- Paweł Smolikowski, Historya Zgromadzenia Zmartwychwstania Pańskiego, t. 1, Kraków: Księg. Spółki Wydawniczej Polskiej, 1892. Brak numerów stron w książce
- Paweł Smolikowski, Historya Zgromadzenia Zmartwychwstania Pańskiego, t. 2, Kraków: Księg. Spółki Wydawniczej Polskiej, 1893. Brak numerów stron w książce
- Paweł Smolikowski, Historya Zgromadzenia Zmartwychwstania Pańskiego, t. 3, Kraków: Księg. Spółki Wydawniczej Polskiej, 1895. Brak numerów stron w książce
- Paweł Smolikowski, Historya Zgromadzenia Zmartwychwstania Pańskiego, t. 4, Kraków: Księg. Spółki Wydawniczej Polskiej, 1896. Brak numerów stron w książce
- Paweł Smolikowski, Historya kolegium polskiego w Rzymie : podług źródeł rękopiśmiennych, Kraków: Księgarnia Spółki Wydawniczej Polskiej, 1896. Brak numerów stron w książce
- Paweł Smolikowski, Założenie misji ks. Zmartwychwstańców w Andryanopolu, Kraków: Drukarnia W. L. Anczyca, 1897. Brak numerów stron w książce
- Paweł Smolikowski, Stosunek Adama Mickiewicza do X. X. Zmartwychwstańców, Kraków: nakładem XX. Zmartwychwstańców, 1899. Brak numerów stron w książce
- Paweł Smolikowski, Paulina-Maria Jaricot założycielka żywego różańca, Chicago: Wydawnictwo Polskie, 1902. Brak numerów stron w książce
- Piotr Semenenko (wstęp Paweł Smolikowski): Ćwiczenia duchowne. Kraków: Nakładem XX. Zmartwychwstania Pańskiego, 1903. Brak numerów stron w książce
- Paweł Smolikowski, Miesiąc Najsłodszego Serca Jezusowego, Kraków: Nakładem XX. Zmartwychwstańców, 1904. Brak numerów stron w książce
- Paweł Smolikowski, Miesiąc czerwiec, Kraków 1904. Brak numerów stron w książce
- Paweł Smolikowski, De philosophia excolenda ac perficienda patris Petri Semenenko, Rzym: Ex Typis Ephemerides Vera Roma, 1905 (łac.). Brak numerów stron w książce
- Paweł Smolikowski (juxta tradita Piotr Semenenko), De vita spirituali, Rzym: Typis Ephemeridis Vera Romana, 1905 (łac.). Brak numerów stron w książce
- Paweł Smolikowski, Krótki życiorys ks. H. Kajsiewicza, C.R. : współzałożyciela Zgromadzenia XX. Zmartwychwstańców, Chicago: Nakładem XX. Zmartwychwstańców, 1912. Brak numerów stron w książce
- Paweł Smolikowski, Przesłaniec modernizmu - Andrzej Towiański, Warszawa: Związek Katolicki, 1912. Brak numerów stron w książce
- Paweł Smolikowski, Najświętsza Panna Pompejańska, Kraków: Drukarnia „Prawda”, 1914. Brak numerów stron w książce
- Paweł Smolikowski, „Res sacra miser”: (szkic dramatyczny): rzecz dzieje się w Małopolsce w czasie wielkiej wojny. Brak numerów stron w książce
- Paweł Smolikowski, Założycielka żywego różańca: opowieść sceniczna w ośmiu odsłonach, Chicago 1920. Brak numerów stron w książce
- Paweł Smolikowski, Ks. Piotr Semenenko jako filozof, teolog, asceta i mistyk, Chicago: Druk. „Narodu Polskiego”, 1921. Brak numerów stron w książce
- Paweł Smolikowski, Nowy miesiąc Maryi, Kraków: Nakł. Zgromadzenie Zmartwychwstania Pańskiego, 1924. Brak numerów stron w książce
- Paweł Smolikowski, Do Pana, by nas ratował: (wyciąg z Rozmyślań X. Smolikowskiego), Kraków: Nakład Zgromadzenia Zmartwychwstania Pańskiego, 1924. Brak numerów stron w książce
- Paweł Smolikowski, Rozmyślania wspólnie z Chrystusem Panem odbywane, Kraków: Nakładem Zgromadzenia Zmartwychwstania Pańskiego, 1924. Brak numerów stron w książce
- Paweł Smolikowski, Rozmyślania wspólnie z Chrystusem Panem odbywane, t. 2, Kraków: Nakładem Zgromadzenia Zmartwychwstania Pańskiego, 1924. Brak numerów stron w książce
- Paweł Smolikowski, Rozmyślania wspólnie z Chrystusem Panem odbywane, t. 3, Kraków: Nakładem Zgromadzenia Zmartwychwstania Pańskiego, 1924. Brak numerów stron w książce
- Paweł Smolikowski, Rekolekcye czyli ćwiczenia duchowne, Kraków: Nakł. Zgrom. Zmartwychwstania Pańskiego, 1924. Brak numerów stron w książce
- Paweł Smolikowski, Obudzenie się ducha religijnego wśród Polaków w XIX wieku, Kraków: Zgromadzenie Zmartwychwstania Pańskiego, 1925. Brak numerów stron w książce
- Paweł Smolikowski, Bóg w historji, t. 1, Kraków: Nakładem Zgromadzenia Zmartwychwstania Pańskiego, 1926. Brak numerów stron w książce
- Paweł Smolikowski, Bóg w historji, t. 2, Kraków: Nakładem Zgromadzenia Zmartwychwstania Pańskiego, 1926. Brak numerów stron w książce
- Paweł Smolikowski, Bóg w historji, t. 3, Kraków: Nakładem Zgromadzenia Zmartwychwstania Pańskiego, 1926. Brak numerów stron w książce
- Paweł Smolikowski, Dyrektorjum Zgromadzenia SS. Zmartwychwstania Pańskiego, Lwów: Drukarnia K. S. Jakubowskiego, 1932. Brak numerów stron w książce
- Paweł Smolikowski (zebrał Jerzy Mrówczyński): Korespondencja z o. Semenenką. Warszawa: 1989. Brak numerów stron w książce
- Paweł Smolikowski, Wykład Konstytucji, Kraków: Alleluja Wydawnictwo Zmartwychwstańców, 1996. Brak numerów stron w książce
- Paweł Smolikowski (zebr., oprac. i wstępem opatrzył Wojciech Mleczko, wprow. Janusz Mastalski): O wychowaniu: zbiór tekstów pedagogicznych. (PDF). Cz. 3. Kraków: Collegium Resurrectianum - Wyższe Seminarium Duchowne Polskiej Prowincji Zmartwychwstańców, 2010, seria: Książnica Zeszytów Historyczno-Teologicznych Collegium Resurrectianum. ISBN 978-83-60967-22-5. Brak numerów stron w książce

## Proces beatyfikacji
Zgromadzenie Zmartwychwstańców przekonane o świątobliwości jego życia poczyniło starania w celu wyniesienia go na ołtarze. 10 stycznia 1966 o. Jerzy Mrówczyński CR został mianowany wicepostulatorem procesu beatyfikacyjnego, po czym 13 maja 1966 metropolita krakowski ks. abp Karol Wojtyła, późniejszy papież oraz święty dokonał uroczystego otwarcia procesu informacyjnego. Wobec konieczności przesłuchania kilku świadków poza granicami Polski przeprowadzono stosowny proces rogatoryjny w Rzymie, który rozpoczął się 5 października 1967 przez kard. Angela Dell’Acqua, a zakończył 13 grudnia 1969. Powołano komisję prawno-historyczną w celu oceny teologicznej jego życia i cnót. 10 stycznia 1967 metropolita krakowski uroczyście otworzył drugą fazę procesu informacyjnego w celu przebadania jego pism, który został ostatecznie zamknięty 29 kwietnia 1969, po czym akta zostały przekazane Kongregacji Spraw Kanonizacyjnych do Rzymu. 17 maja 1991 Stolica Apostolska wydała dekret o ważności diecezjalnego postępowania beatyfikacyjnego. Postulatorem procesu został początkowo o. Wiesław Śpiewak CR, a następnie od 2015 o. Andrzej Gieniusz CR. W 1994 złożono tzw. Positio wymagane w procesie beatyfikacyjnym, po czym 14 września 2010 odbyło się posiedzenie konsultorów teologicznych.
18 grudnia 2017 papież Franciszek zatwierdził dekret o heroiczności jego cnót. Odtąd przysługuje mu tytuł Czcigodnego Sługi Bożego. Zgodnie z obowiązującymi przepisami (konstytucją apostolską Divinus perfectionis Magister) do beatyfikacji potrzebny jest cud za jego wstawiennictwem, który po rozpatrzeniu powinien być zaakceptowany przez Kongregację Spraw Kanonizacyjnych, a następnie zatwierdzony przez papieża.
Od początku kwietnia 1967 w krakowskim kościele Zmartwychwstańców odprawiane są msze święte (w każdą pierwszą sobotę miesiąca) w celu uproszenia łaski jego beatyfikacji. Rok 1976 jako jubileuszowy od jego śmierci został w Prowincji Polskiej Zmartwychwstańców ogłoszony rokiem o. Pawła Smolikowskiego. Z tej okazji została urządzona okolicznościowa wystawa przedstawiająca jego życie i działalność.